# Ngaoundal
Ngaoundal är en ort i Kamerun.   Den ligger i regionen Adamaouaregionen, i den centrala delen av landet, 400 km nordost om huvudstaden Yaoundé. Ngaoundal ligger 924 meter över havet och antalet invånare är 34 971.
Terrängen runt Ngaoundal är platt åt nordost, men åt sydväst är den kuperad. Trakten runt Ngaoundal är glesbefolkad, med 11 invånare per kvadratkilometer. Det finns inga andra samhällen i närheten. Trakten runt Ngaoundal är huvudsakligen savannskog.